# Musée d'art et d'histoire du Cap de Gascogne
Le musée d'art et d'histoire du Cap de Gascogne occupe une partie du couvent des Jacobins de la commune de Saint-Sever, dans le département français des Landes. Il était anciennement connu comme musée des Jacobins, un nom qui se confondait avec le musée des Jacobins d'Auch, et l'ensemble conventuel des Jacobins de Toulouse.

## Présentation
Le musée présente des vestiges archéologiques provenant de la butte de Morlanne (chapiteaux de marbre des IVe – VIIIe siècles), de la villa du Gleyzia d'Augreilh (IVe siècle), aborde l'histoire de l'abbaye bénédictine de la ville et du couvent Jacobins, revient sur le Beatus, manuscrit enluminé de l'Apocalypse datant du XIe siècle.

## Histoire du musée

### Des origines associatives
Dès les années 1970, la municipalité de Saint-Sever souhaite faire du couvent des Jacobins un centre culturel doté d'un musée. Le GRASS (Groupe de Recherches Archéologiques de Saint-Sever) s'empare du projet, rénove les ailes nord et ouest du premier étage du bâtiment et y installe le musée des Jacobins qui ouvre ses portes en 1981. Les collections sont alors constituées des produits des fouilles de la villa du Gleyzia d'Augreilh, de chapiteaux du Bas-Empire retrouvés sur le site de Morlanne, d'un mobilier funéraire de l'époque moderne (pierres tombales), de maquettes et éléments lapidaires du couvent des Jacobins, et d'une collection de cartes postales revenant sur la vie quotidienne à Saint-Sever au début du XXe siècle.
Les thématiques abordées sont nombreuses et permettent de mettre en lumière l'histoire de Saint-Sever : 
-les chemins de Saint-Jacques-de-Compostelle ;
-le fait religieux à l'époque moderne ;
-le patrimoine architectural de Saint-Sever ;
-le général Lamarque ;
-les fouilles de la villa gallo-romaine du Gleyzia ;
-la présentation des Beatus de Liébana réalisés en Espagne ;
-l'histoire des fortifications militaires de Saint-Sever ;
-l'histoire de l'abbaye bénédictine ;
-l’architecture et la sculpture de l'église abbatiale.

### De grands travaux de rénovation
La Nouvelle-Aquitaine a lancé, en 2016, un inventaire général du patrimoine culturel à Saint-Sever. Il a permis de prendre conscience de l’importance du patrimoine de la ville et a été la première impulsion du renouveau du musée. La Ville a organisé en collaboration avec la Région, une exposition installée dans les locaux pour montrer au grand public tout le travail réalisé.
Depuis lors, le musée est rénové pour accueillir le nouveau parcours. En 2018, la première section consacrée au Beatus de Saint-Sever est mise en place. En 2019, l'aile consacrée à l'histoire de l'abbaye et une première ébauche des espaces consacrés à la période gallo-romaine, sont inaugurées.

## Parcours et collections

### Section gallo-romaine
L'aile consacrée aux collections gallo-romaines permet de mettre en lumière deux sites archéologiques de Saint-Sever :
-la villa gallo-romaine du Gleyzia d'Augrelh au sud de la ville. Plusieurs fouilles archéologiques du site ont permis de mettre au jour du mobilier et des mosaïques, exposés dans le musée aujourd'hui.
-le Palestrion, une construction énigmatique située sur la butte de Morlanne. Le musée montre des chapiteaux de ce site qui ont été retrouvés au XIXe siècle.
Les pièces archéologiques sont exposées dans des caisses de conservation pour sensibiliser le public au travail d’inventaire des collections.

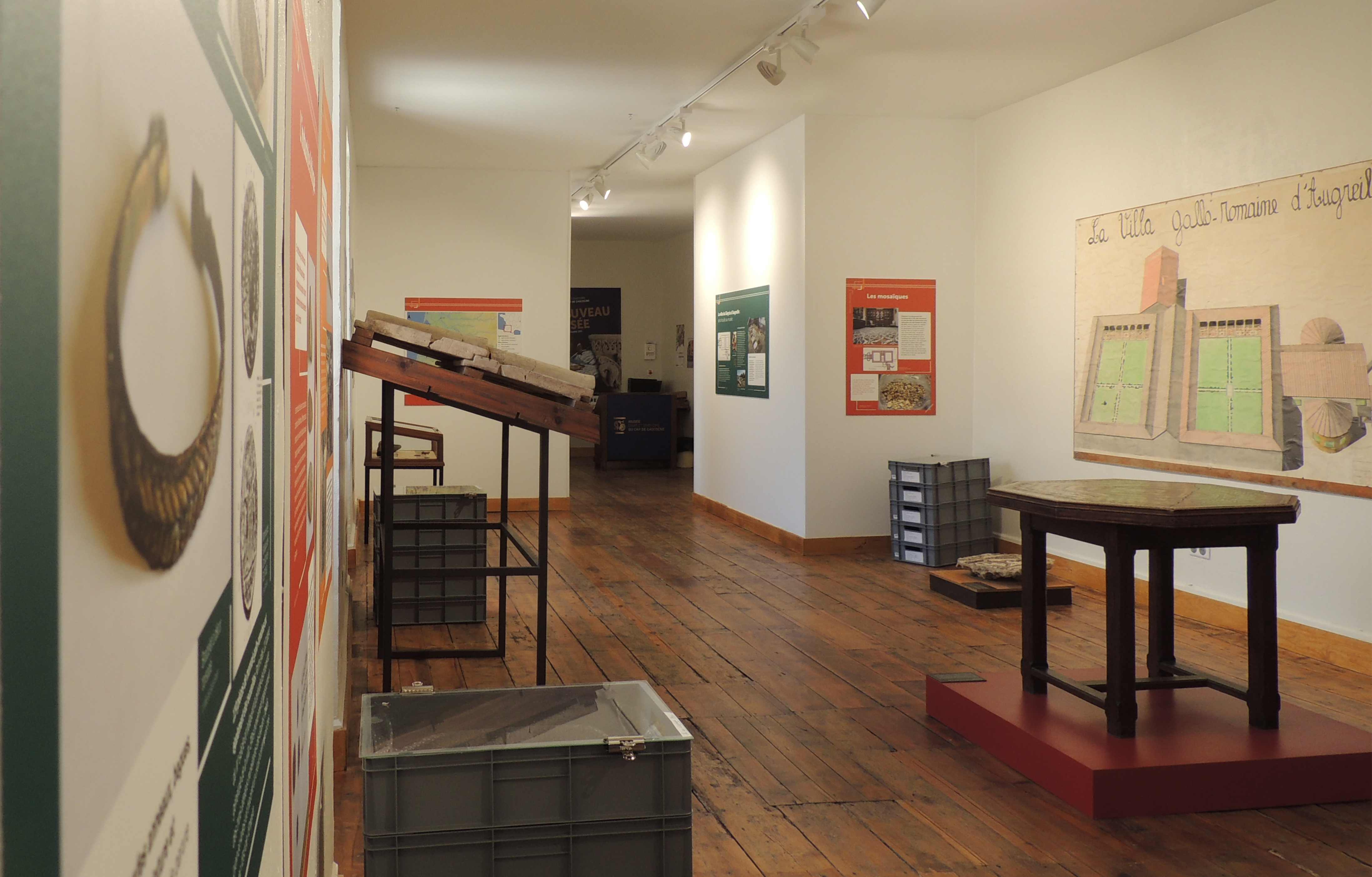
Aile gallo-romaine du musée d'art et d'histoire du Cap de Gascogne
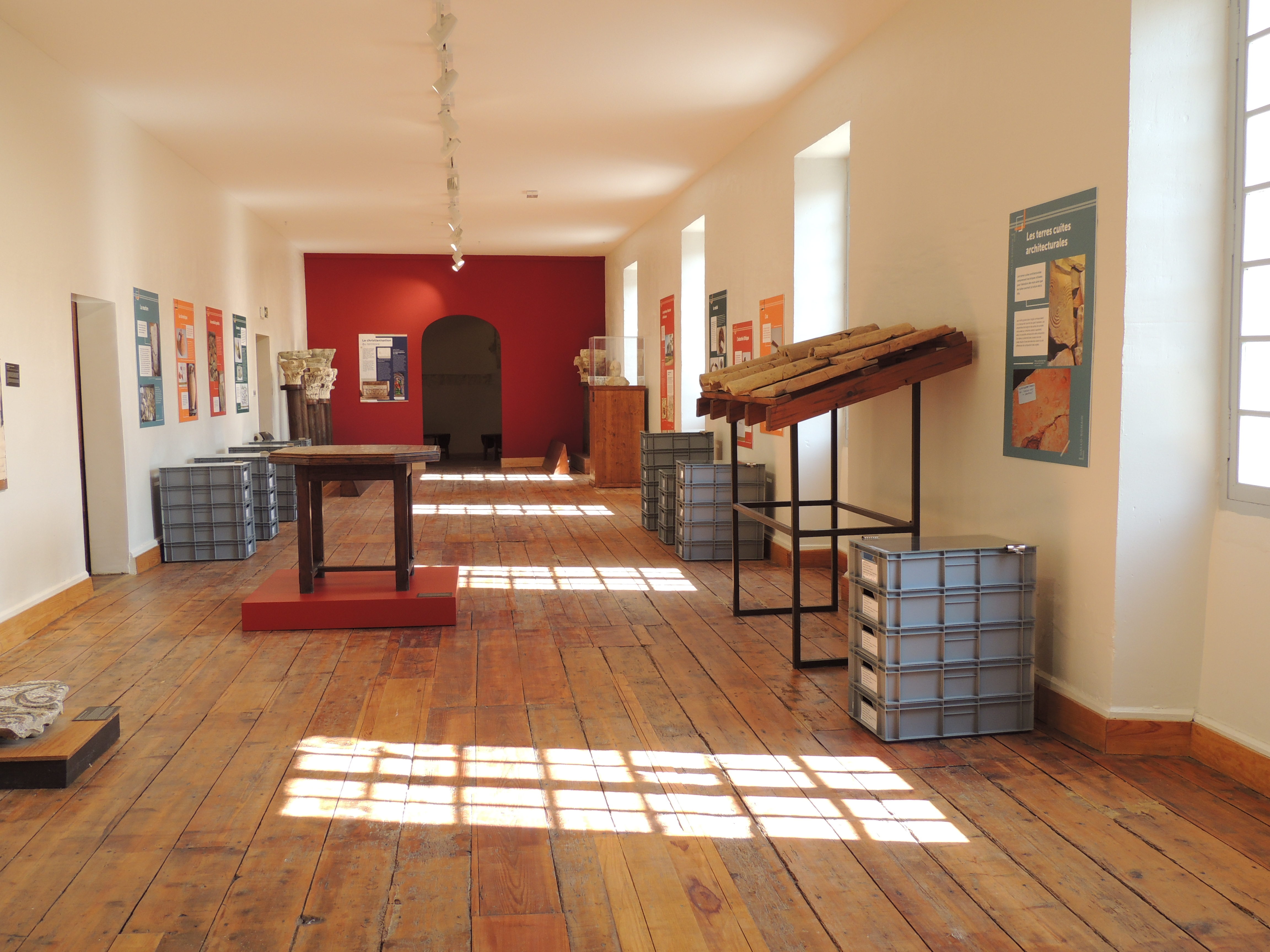
Vue depuis l'accueil du musée d'art et d'histoire du cap de Gascogne
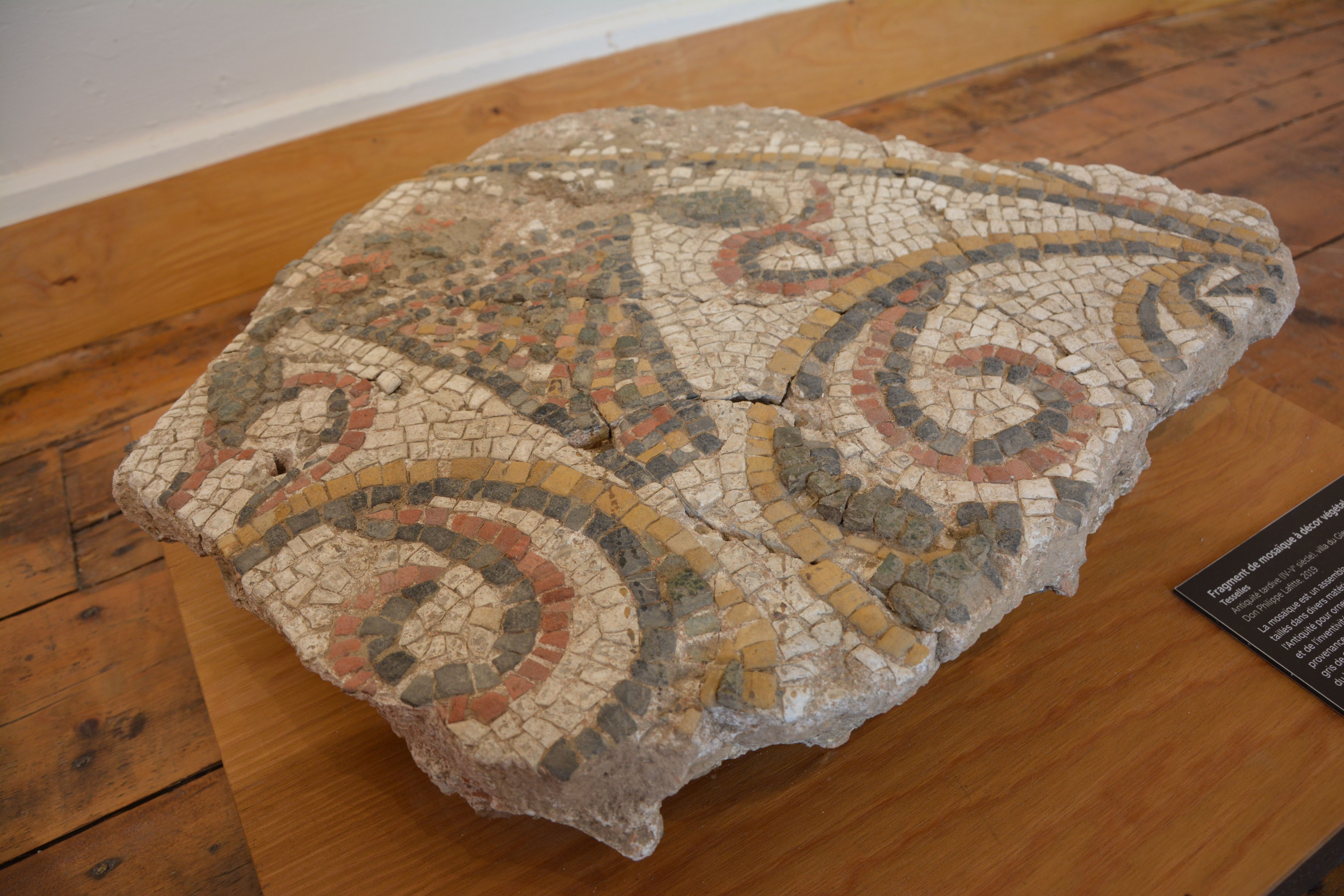
Mosaïques de la villa gallo-romaine du Gleyzia
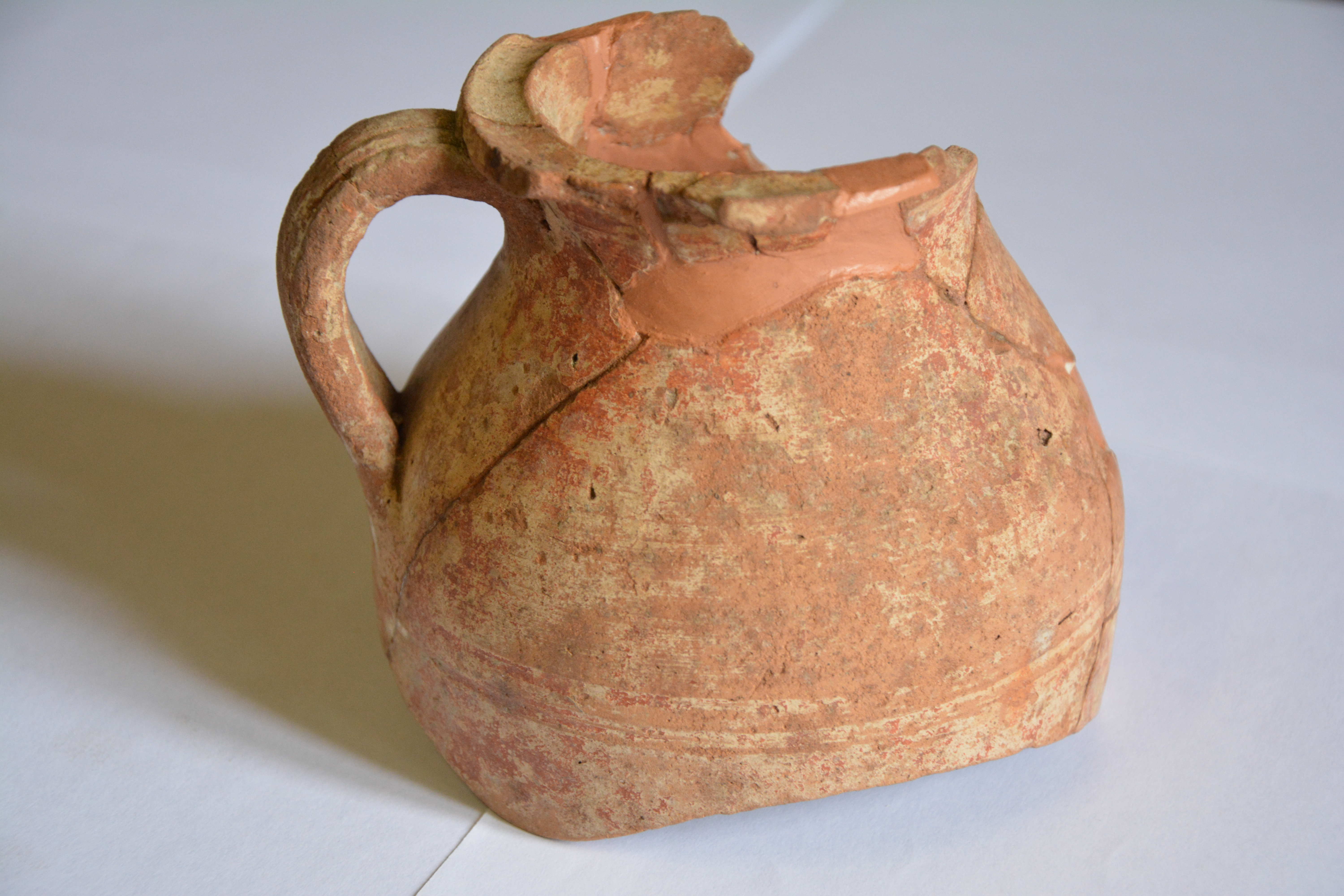
Céramique issue de la villa gallo-romaine du Gleyzia
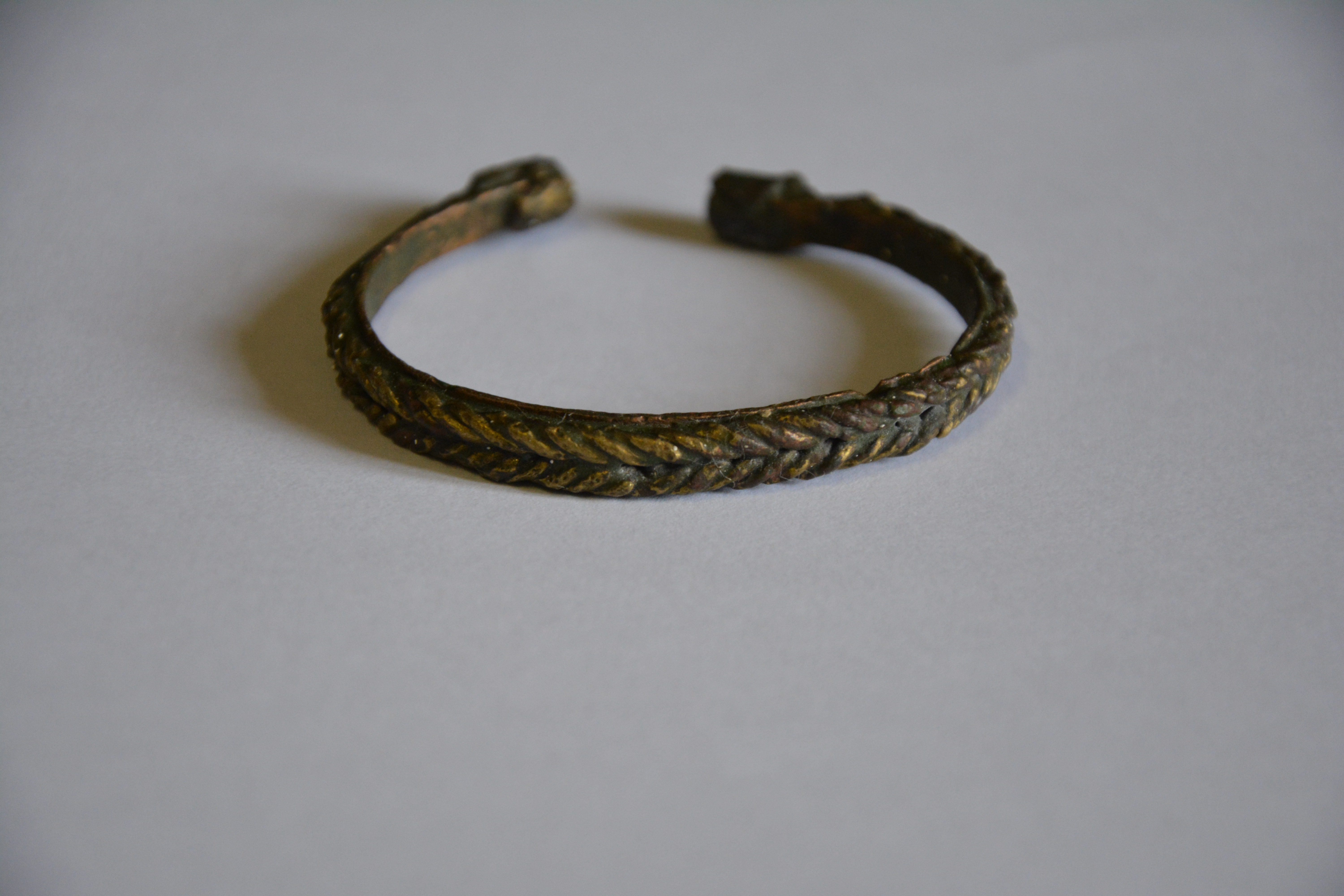
Bracelet en fer issu de la villa-galloromaine du Gleyzia

### Section abbaye bénédictine
L'aile consacrée à l'abbaye bénédictine permet de revenir sur l'âge d'or de Saint-Sever, lorsque la ville était connue sous le nom de Caput Vasconiae, centre culturel et politique de la Gascogne.
Plusieurs dispositifs tels qu'un film 3D, une maquette interactive et différents ateliers permettent de revenir sur l'architecture et le décor sculpté de l'église de l'abbaye bénédictine.
Cette section aborde également les autres communautés religieuses de la ville, tel que le couvent des Ursuline, ou le couvent des Jacobins dans lequel se trouve le musée.

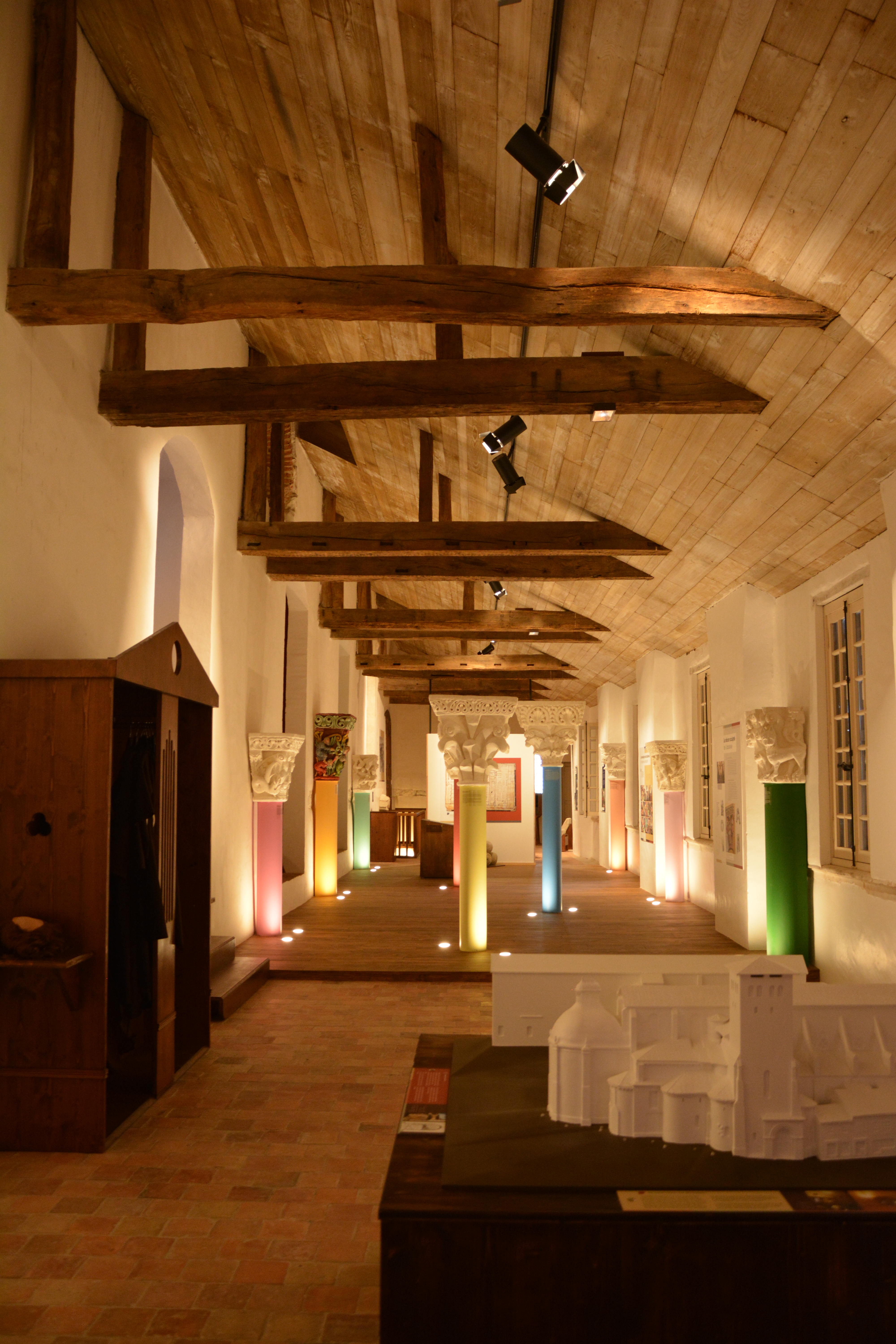
Vue générale de l'aile abbaye au Musée d'art et d'histoire du Cap de Gascogne
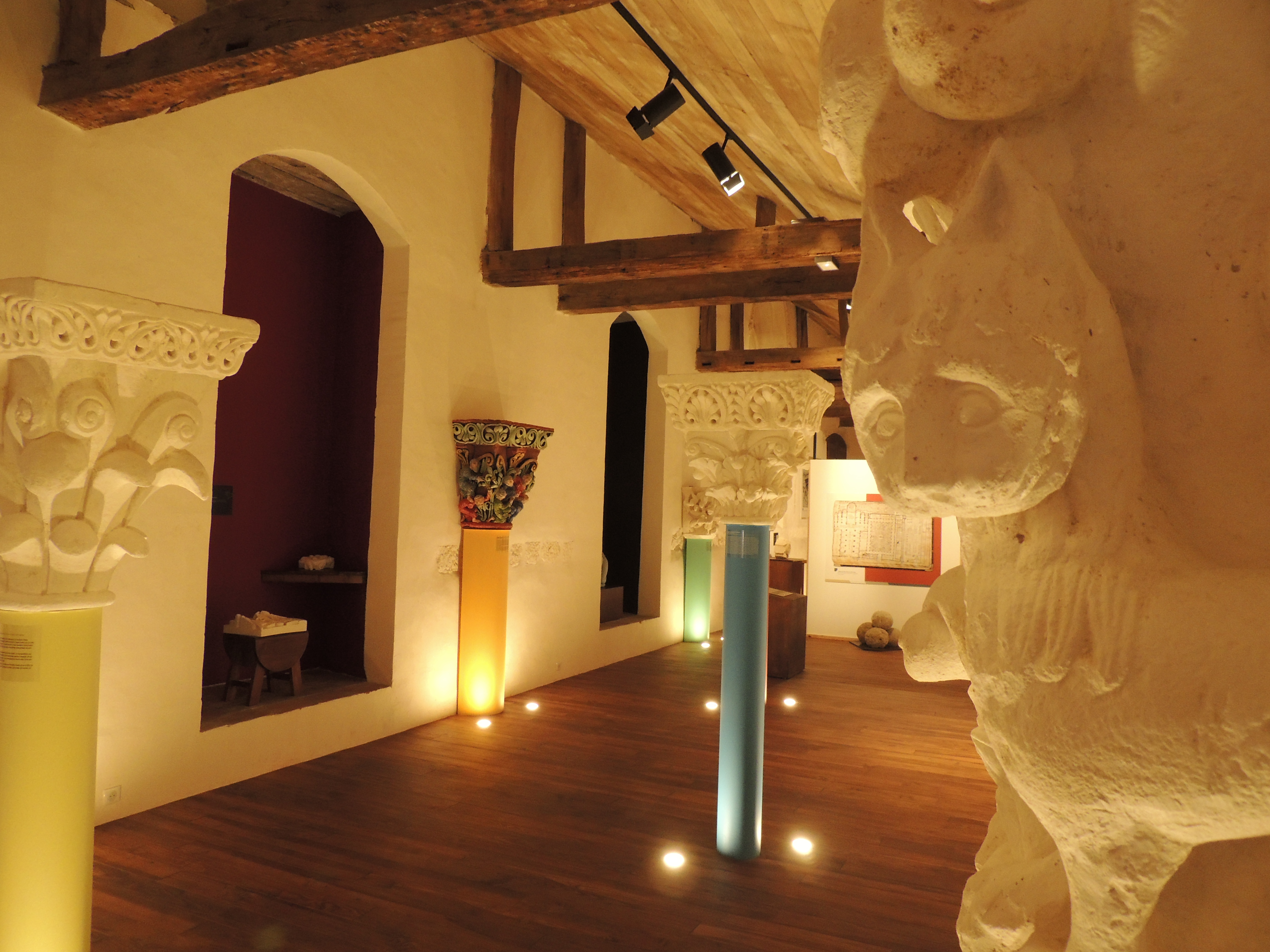
Forêt de chapiteaux moulés de l'abbatiale de Saint-Sever exposés dans le musée
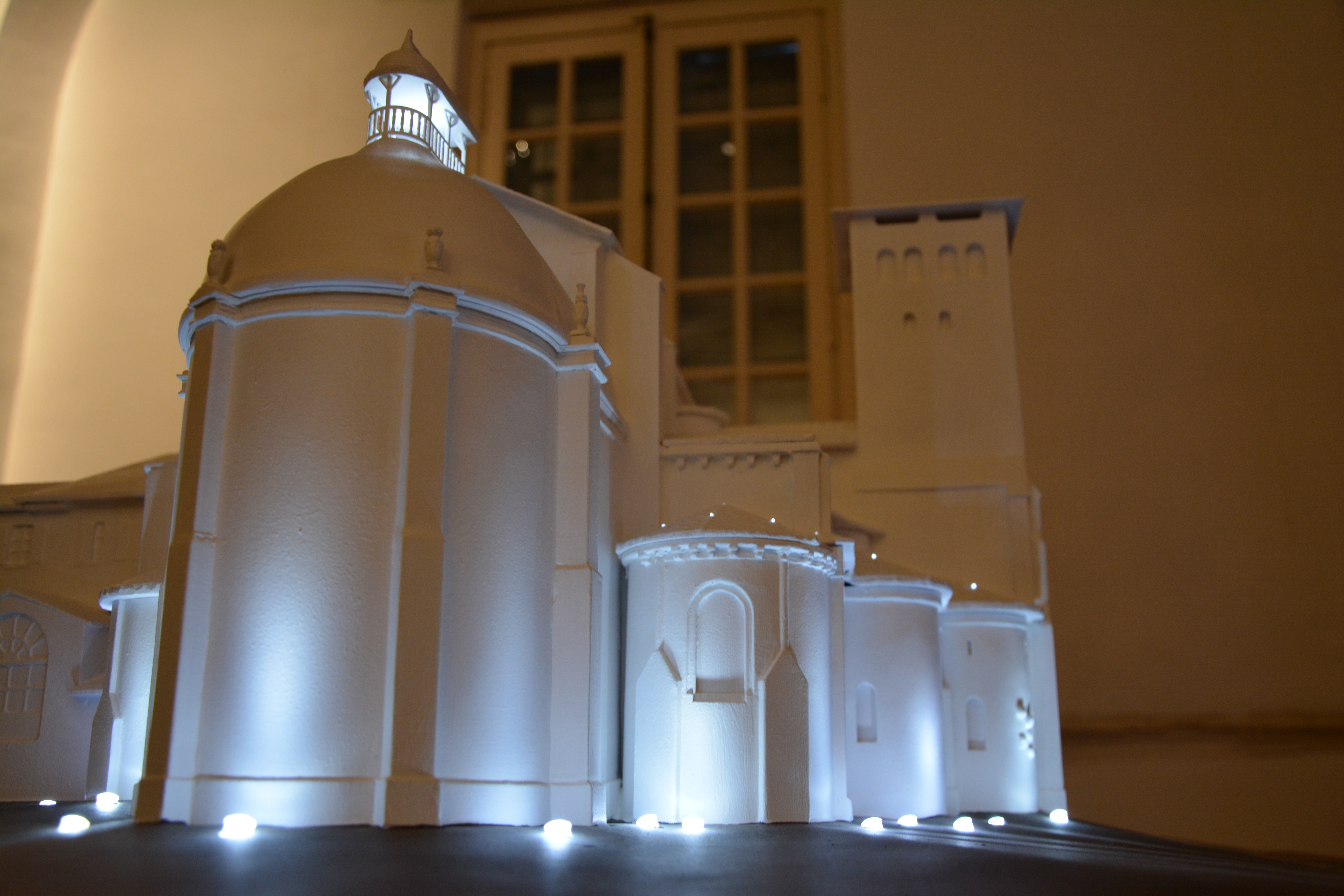
Maquette interactive de l'abbatiale dans le musée d'art et d'histoire du Cap de Gascogne
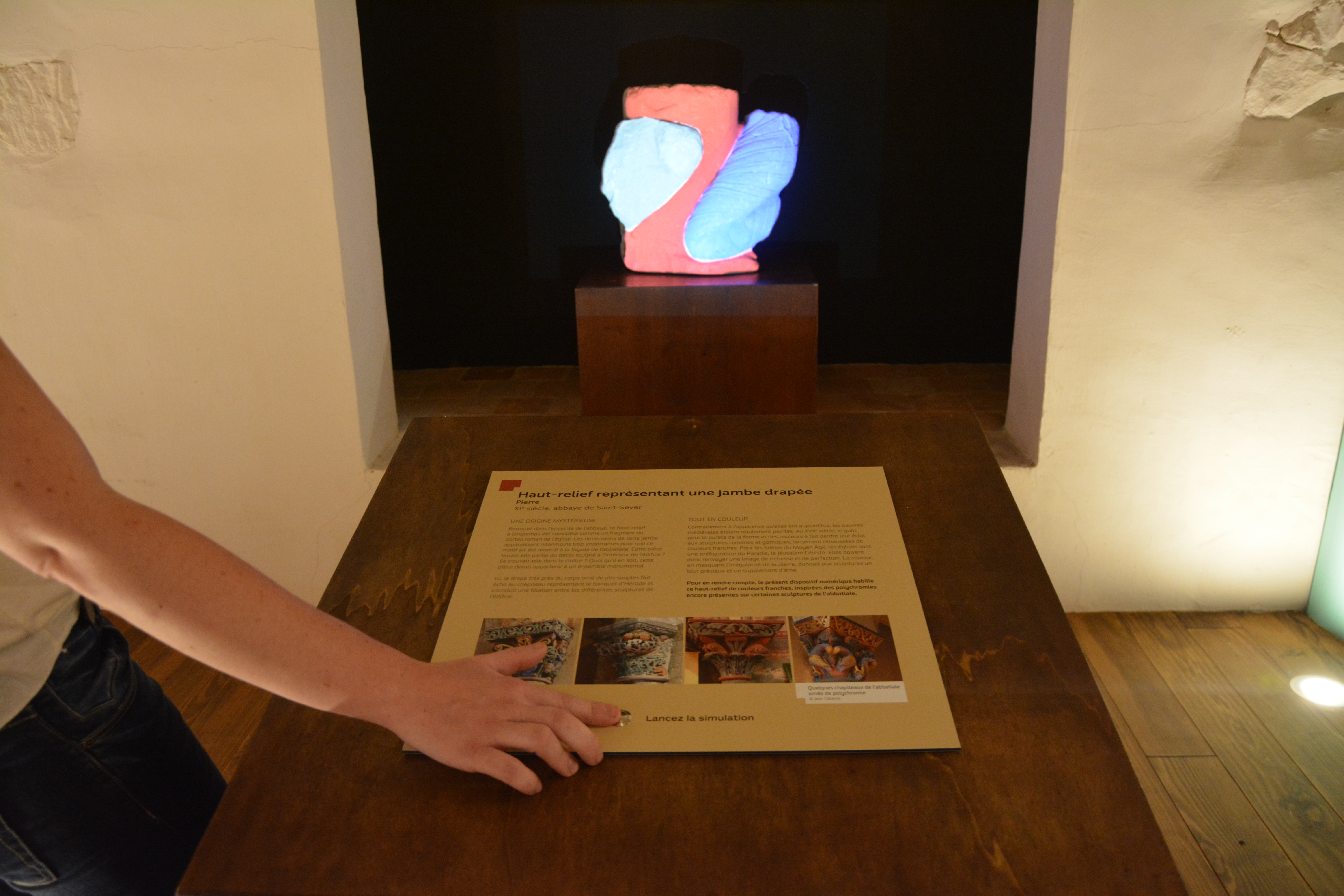
Mapping vidéo sur une sculpture originale au musée d'art et d'histoire du Cap de Gascogne
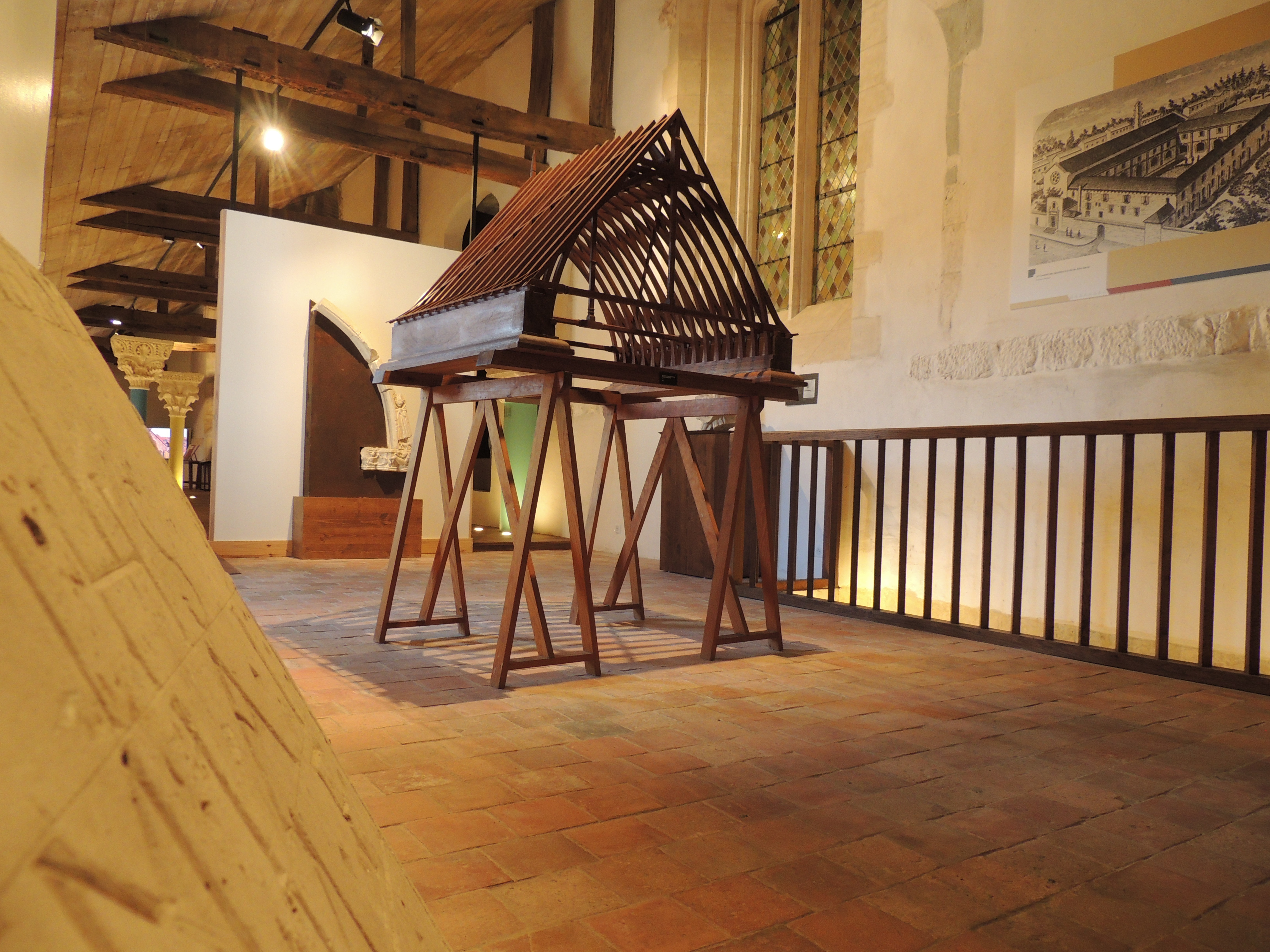
Vue de l'espace du musée d'art et d'histoire du Cap de Gascogne consacré aux communautés religieuses à Saint-Sever

### Section Beatus
Les espaces consacrés au Beatus de Saint-Sever ont été les premiers rénovés du musée. À l'aide de fac-similés, d'ateliers interactifs et numériques, le musée tente de faire la lumière sur ce manuscrit enluminé qui contient le commentaire de l'Apocalypse du moine Beatus de Liébana.
L'original du Beatus est conservé à la Bibliothèque nationale de France. Les principales enluminures sont exposées sous forme de fac-similés et grâce à un livre numérique.
Cette section se clôture sur la postérité de l'ouvrage et son influence dans l'art moderne.

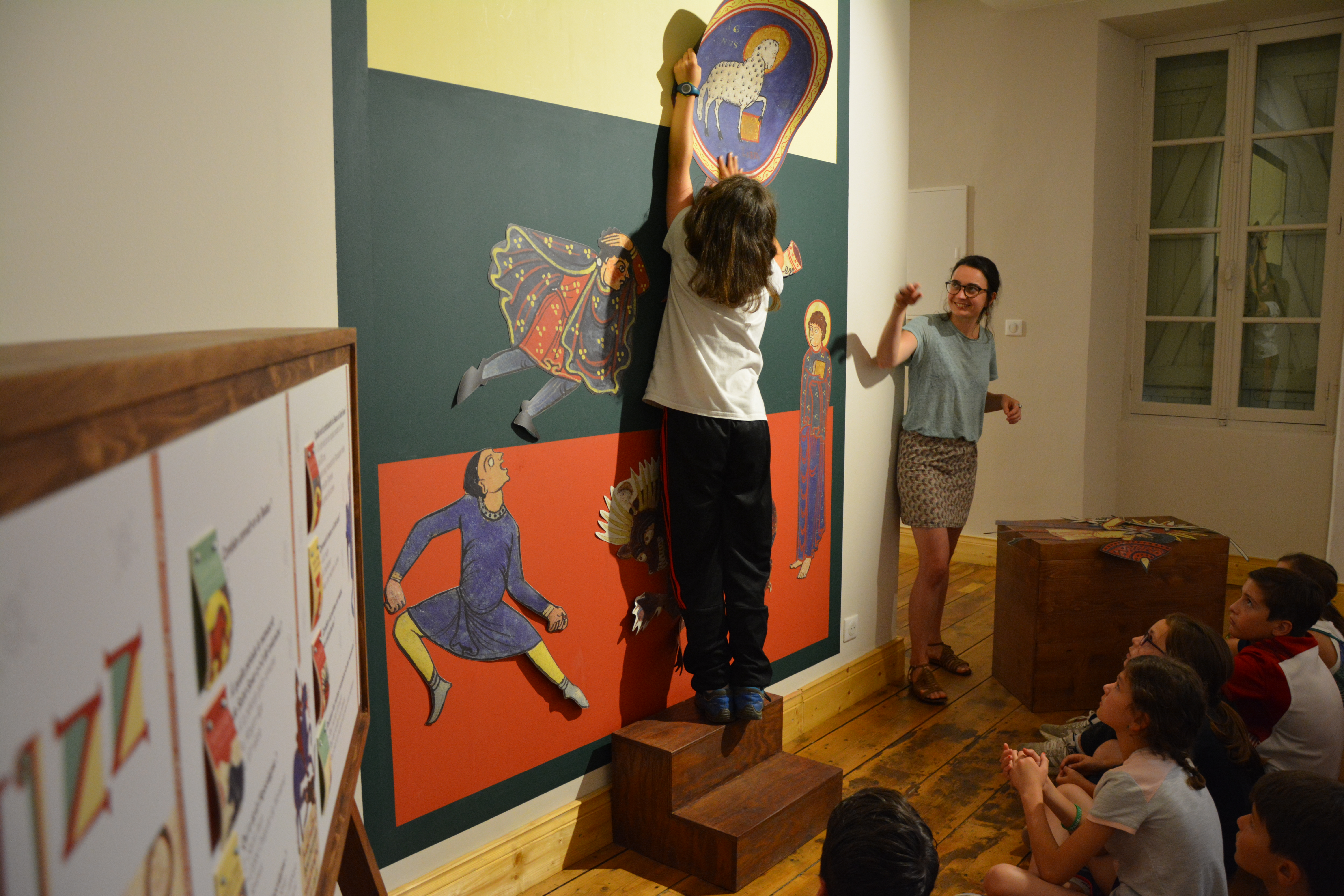
Enfant jouant avec le mur magnétique dans les salles du Beatus
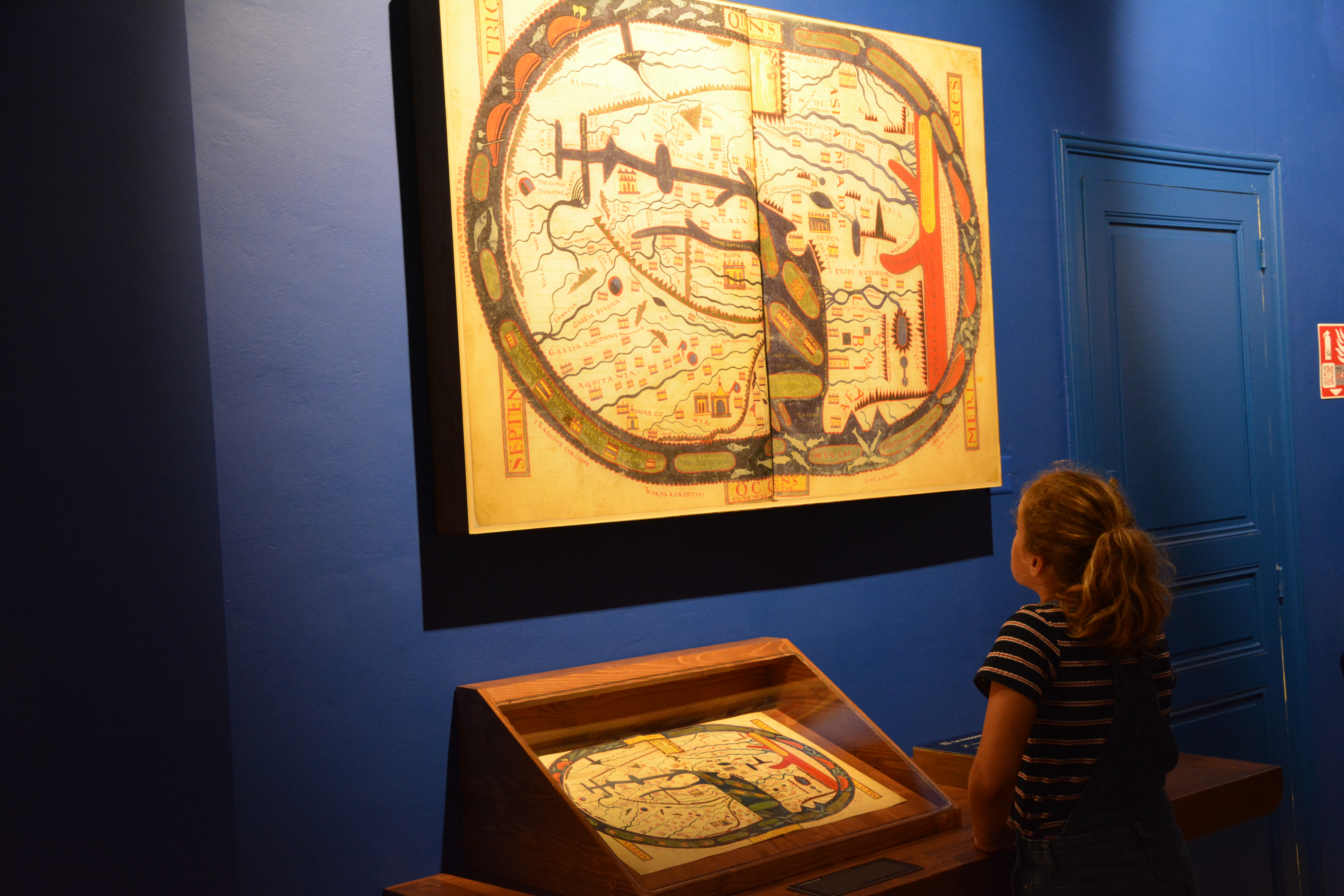
Mappemonde interactive au Musée d'art et d'histoire du Cap de Gascogne
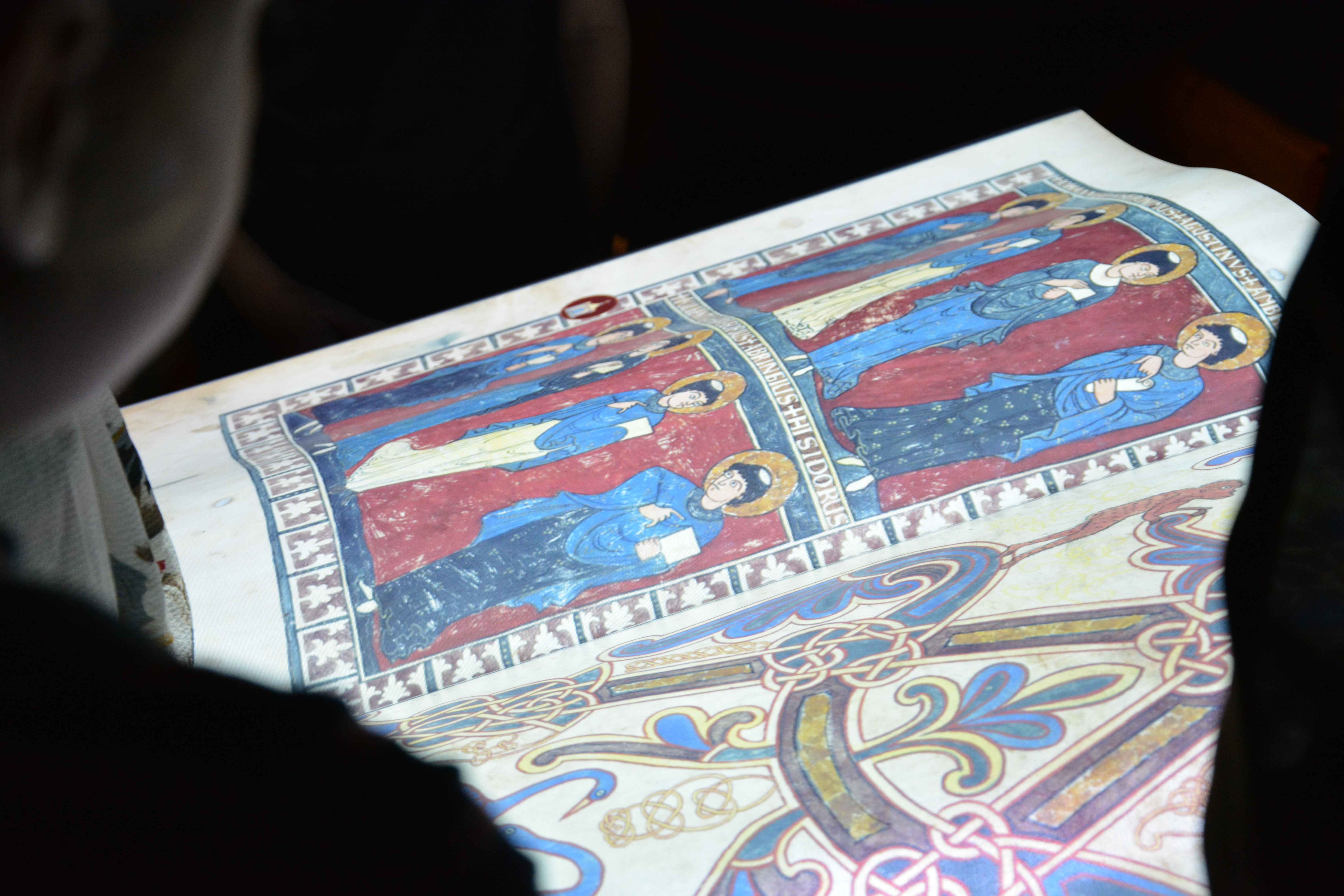
Livre numérique du Beatus
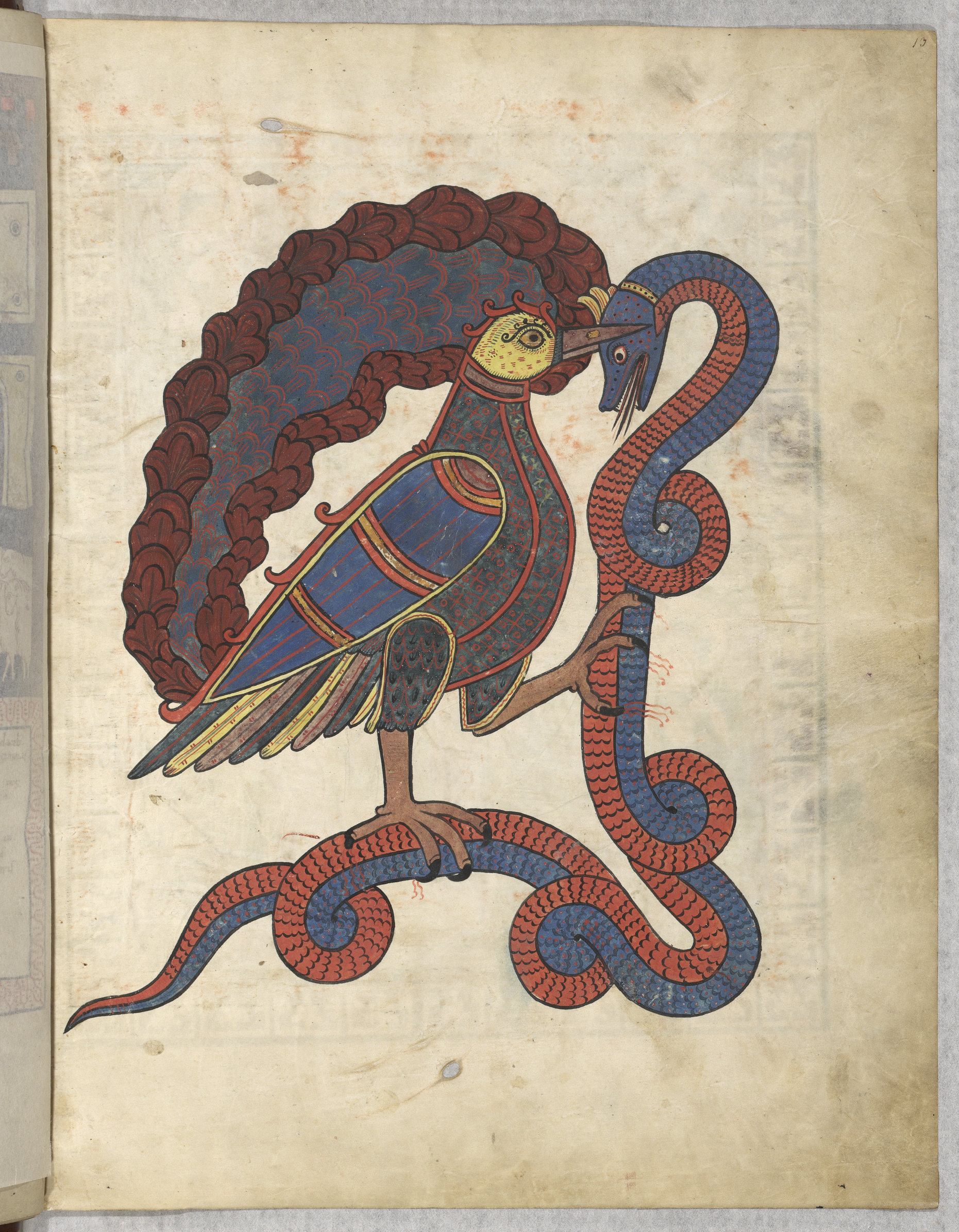
Enluminure de l'oiseau du beatus de Saint-Sever
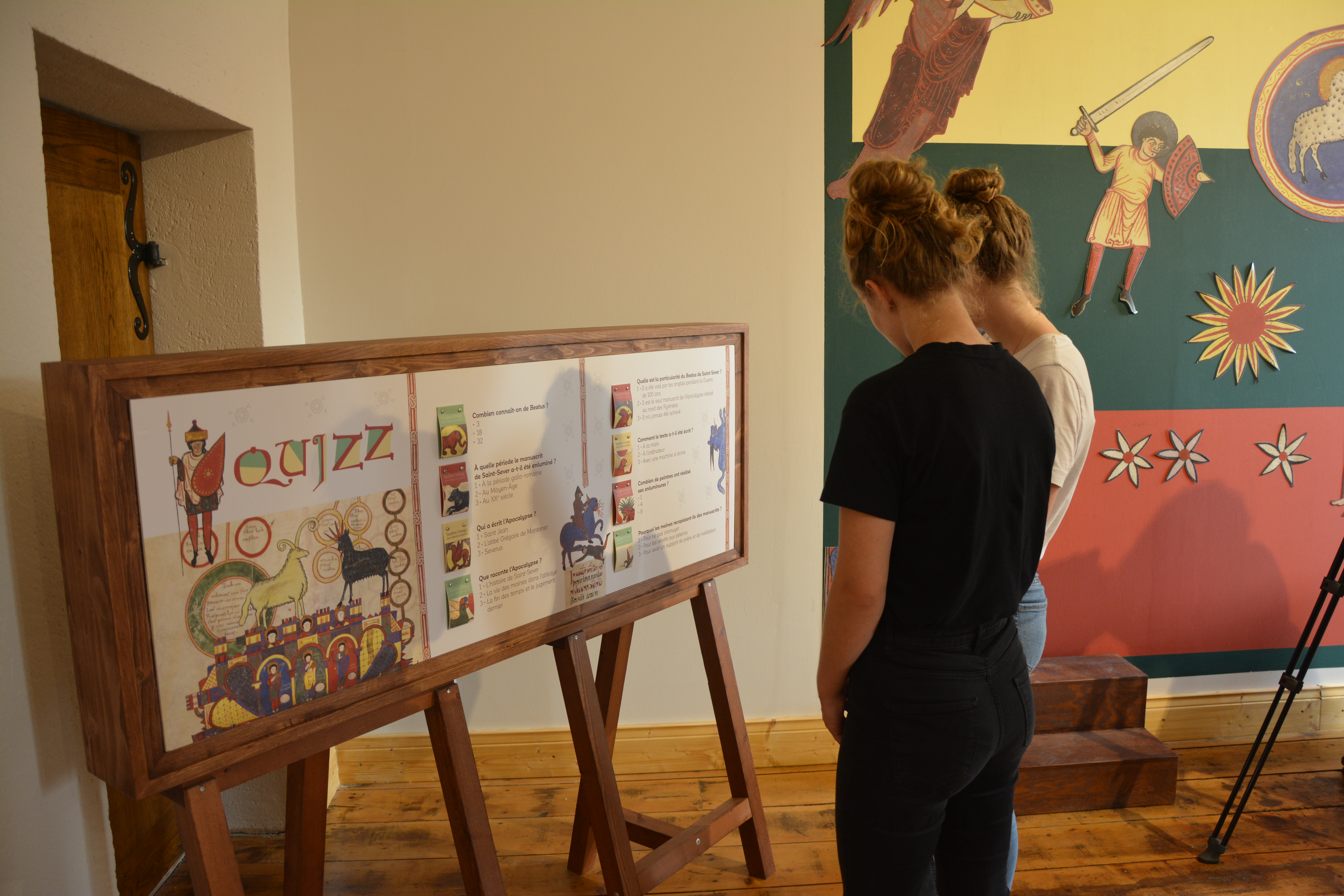
Salle 1 de la section Beatus du musée d'art et d'histoire du Cap de Gascogne